# I Am Jesus Christ
I Am Jesus Christ es un videojuego de simulación y mundo abierto desarrollado por SimulaM en conjunto con la editora PlayWay. El juego está basado en algunos de los pasajes bíblicos que se encuentran en el Nuevo Testamento. El juego fue anunciado el 7 de diciembre de 2019 en la plataforma de Steam y fue lanzado en el IGN Festival 2023, durante el 18 de febrero de ese año.

## Jugabilidad
En el videojuego, el jugador encarna a Jesús de Nazaret mientras recorre un vasto mundo libre, en el que puede realizar más de 30 milagros distintos, así como bautizar personas y luchar contra los ejércitos de Satanás. El juego también incluirá habilidades especiales, aunque aún no se han revelado.
El videojuego está en primera persona, y solo se pueden observar las manos de Jesús y la interfaz del juego, que incluye una barra de salud que se reduce cuanto más milagros realiza el jugador.